# Försäkring
Försäkring innebär:
1. en ömsesidig finansiell riskspridning mellan ett större antal enheter, eller
2. det affärsmässiga erbjudandet av skydd mot de finansiella aspekterna av risk, i fråga om egendom, liv och hälsa, med mera.

Grunden för en försäkring är att sprida risken för skada mellan ett tillräckligt stort antal individer för att gemensamt kunna täcka kostnader för skada som en enskild individ inte kan klara av. I klassisk försäkring innebär detta att varje ny risk för skada som ska bäras av kollektivet måste vägas mot kostnaden för att reparera skadan. Om sannolikheten är hög för att skadehändelsen kan inträffa kan försäkringsgruppen neka att täcka risken för skadan.
En klassisk försäkring skiljer sig från en socialförsäkring (eller annan statligt administrerad försäkring) genom att förmåner och bidrag via socialförsäkringen inte är kopplade till en föregående riskanalys eller betalning av premie.

## Historik
Den tidigaste formen av försäkring i Sverige var de kooperativa brandstoderna under medeltiden, reglerat i landslagarna och i gillenas förpliktelser om så kallat ömsesidigt understöd. Vissa försäkringsbolags namn återspeglar fortfarande kopplingen till brandstoderna. I Europa kom försäkringen att utvecklas vidare, där man före en längre resa deponerade ett belopp hos försäkringsgivaren, vilket man sedan återfick om man överlevde. I annat fall tillföll pengarna försäkringsgivaren. Detta kom att i vissa fall snarast bli en form av vadslagning, där beloppet som betalades tillbaka kunde vara flera gånger insatsen av det ursprungligen insatta kapitalet.

## Uppbyggnad
En försäkring består av tre ingående parter:
1. försäkringsgivaren, som utfärdar försäkringen via ett försäkringsbrev (tidigare även benämnt polis),
2. försäkringstagaren (den som betalar försäkringen) och
3. det försäkrade objektet; vid olika former av livförsäkring ingår även den försäkrade (den vars liv försäkringen är beroende av).

Försäkringstagare och den försäkrade är inte nödvändigtvis samma person, utan kan vara två olika individer, två olika företag eller ett företag och en individ. Om en person exempelvis erbjuds försäkringar via sin anställning (som tjänstepension, sjukförsäkring eller sjukvårdsförsäkring), är den anställde den försäkrade och arbetsgivaren försäkringstagare. Vidare är försäkringsbolag är inte alltid detsamma som försäkringsgivare, i vissa fall kan företag erbjuda en försäkringslösning till sina kunder eller medlemmar och välja försäkringsgivare efter det försäkringsbolag som erbjuder bäst villkor. Exempelvis finns bolaget Lärarförsäkringar som erbjuder medlemmar i fackförbund för lärare (Lärarförbundet och Lärarnas Riksförbund) olika typer av försäkring, men där försäkringsgivare varierar utifrån typ av försäkring och år.
Det är dock alltid det försäkringsbolag där försäkringstagaren har tecknat försäkringen som administrerar försäkringen. Om försäkringen är tecknad via en försäkringsförmedlare eller -mäklare är det oftast de som hanterar frågor kring försäkringen.
Försäkringsgivaren gör en riskbedömning och sätter utifrån den en premie som blir försäkringstagarens kostnad. Om försäkringstagaren är beredd att acceptera en viss självrisk minskar premien. Om risken för  att en skada som täcks av försäkringen (ett försäkringsfall eller en försäkringsgill skada) inträffar är för stor kan försäkringsgivaren välja att sätta en högre premie eller att neka försäkringstagaren att teckna försäkringen.
Vid stora försäkringsobjekt (exempelvis fartyg, flygplan och fastigheter) tecknar försäkringsgivaren i sin tur en återförsäkring hos andra försäkringsbolag. En del bolag fungerar enbart som återförsäkringsbolag. Dessa känns igen på att de har namnet "Re" i sitt namn, såsom Munich Re och Swiss Re.
Försäkringar delas in i personförsäkringar och skadeförsäkringar. Begreppet personförsäkring innefattar diverse former av pensionsförsäkringar, livförsäkringar och sjukförsäkringar, medan en skadeförsäkring skyddar försäkringstagaren vid exempelvis brand, stöld eller skada. Exempel på skadeförsäkringar är försäkringar på bilar, hemelektronik samt hemförsäkring. Bilar måste enligt lag minst ha trafikförsäkring. Även olycksfallsförsäkring räknas som en skadeförsäkring i det svenska systemet.
I Sverige delas vissa personförsäkringar in i tre lager. Varje medborgare har ett visst garanterat grundskydd från staten som finansieras via skatten; till exempel har en svensk eller EU-medborgare rätt till subventionerad sjukvård vid skada samt en lagstadgad ålderspension. Det andra lagret består av lösningar som oftast är kollektivt framförhandlade av fackförbunden. Dessa kan innefatta en speciell sjukförsäkring som ger finansiellt stöd vid långvarig frånvaro från arbete, samt avtalspension. Storleken på premien bestäms i förhandlingar och är en typ av gruppförsäkring. Det tredje lagret består av att individer utöver det kan köpa sig privat livförsäkring, privat sjukförsäkring, privat sjukvårdsförsäkring och privat pensionsförsäkring eller ägna sig åt individuellt pensionssparande.
I andra länder i Europa sköts en del av det statligt finansierade systemen av privata aktörer och har där mer status av rena försäkringar.

## Sakförsäkring

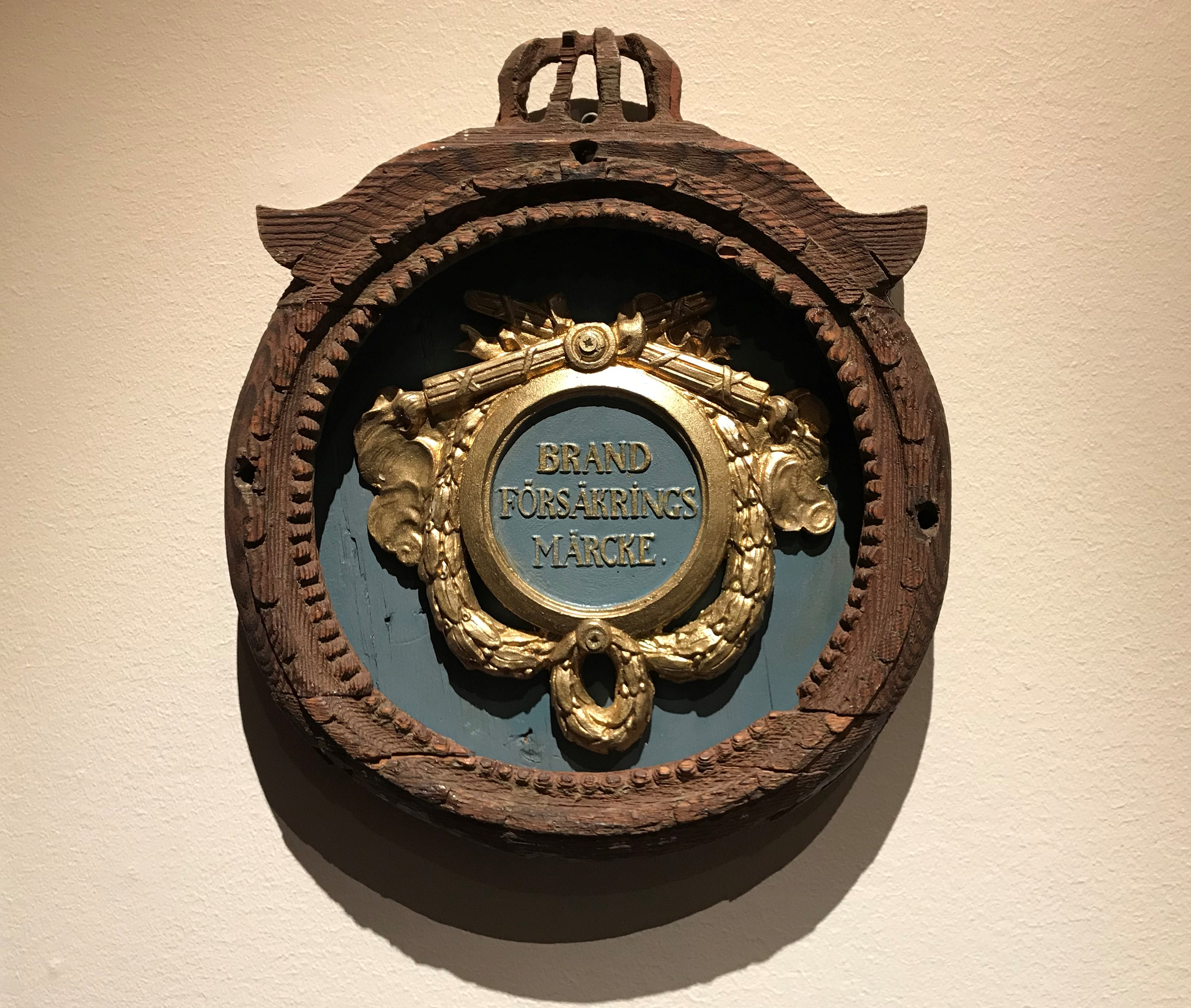
Ett brandförsäkringsmärke från 1800-talet på Länsmuseet Gävleborg.

En sakförsäkring är en skadeförsäkring med uppgift att skydda det ekonomiska värdet hos objekt. Det kan vara till exempel en tavla, kamera eller byggnad.